# سای بادبان
سای بادبان یک ستاره است که در صورت فلکی بادبان قرار دارد.